# 정조성
"정조성"은 1965년 공개된 대한민국의 영화이다.

## 배역
- 신영균
- 김지미
- 박노식
- 황정순
- 한은진
- 허장강
- 최성호
- 구봉서
- 양훈
- 이빈화
- 주연
- 김희준
- 박상익
- 성소민
- 정철